# Lars-Christian Karde

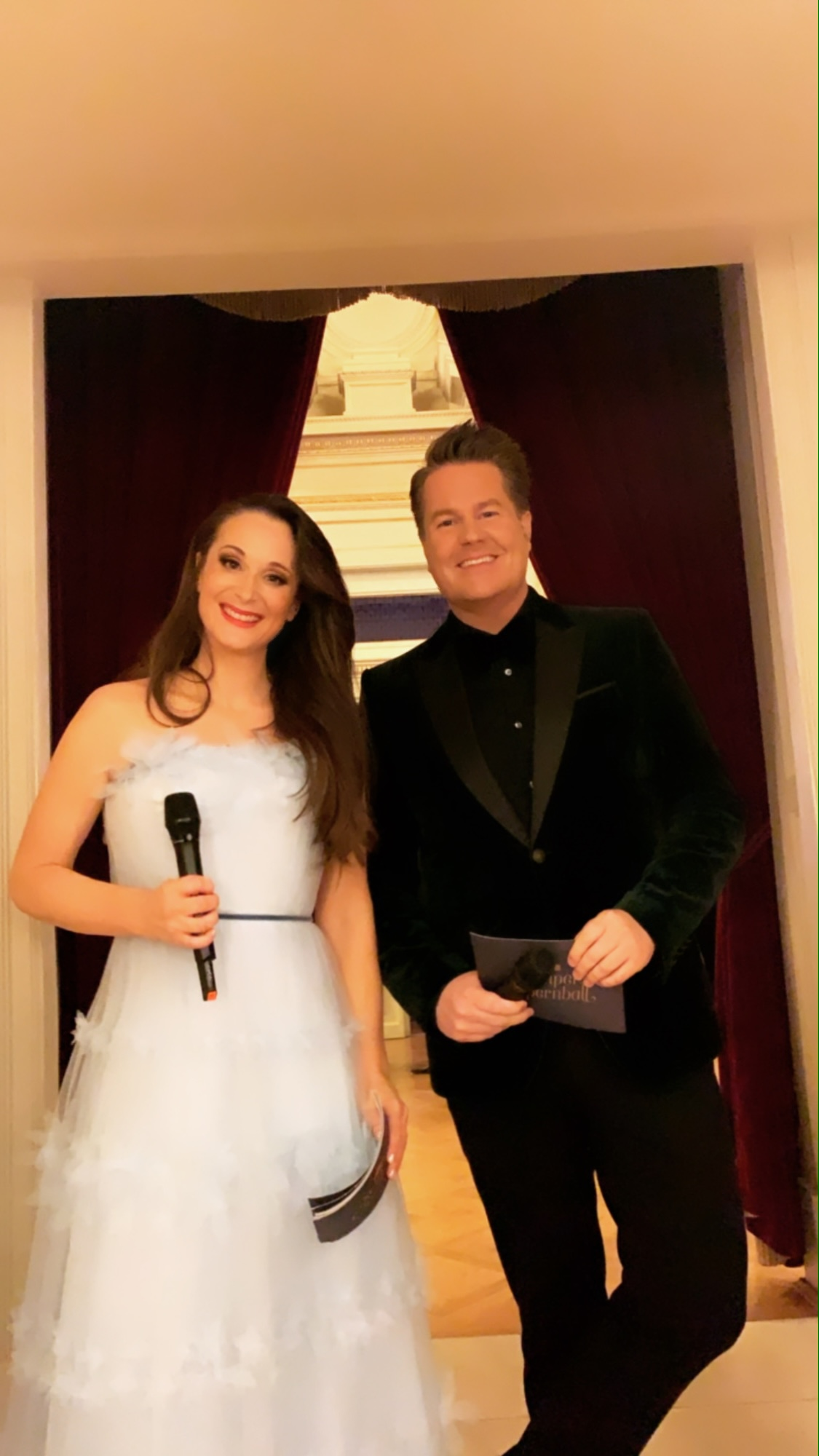
Lars-Christian Karde (r.) beim Semperopernball 2020

Lars-Christian Karde  (* 6. März 1975 in Seeheim-Jugenheim, Hessen) ist ein deutscher Radio- und Fernsehmoderator.

## Karriere

### Radio
Karde begann Ende der 1990er Jahre seine Moderatorenkarriere beim Frankfurter Jugendsender planet more music radio mit der täglichen Chartshow planet hottest.
Ende 2000 wechselte er zum Sender RPR1 in Rheinland-Pfalz und moderierte dort die Volle Kanne Morningshow. Es folgte ab Ende 2005 die tägliche Drive-Time Show LarsMittag und ab 2011 zusammen mit Sarah von Neuburg die wöchentliche Sendung Die Samstags2. Seit dem 29. August 2011 moderiert er gemeinsam mit Sarah von Neuburg die MDR Jump Morningshow, die in der Hörfunkzentrale des Mitteldeutschen Rundfunks in Halle (Saale) produziert wird.

### Fernsehen
Zunehmend tritt Karde auch im Fernsehen auf. Erste Stationen waren RTL (Popkomm, Ringfest), Sat.1 (Popkommgala) und SWR (Hauptrolle im Film „Rache“). Bei Unser Song für Malmö, dem deutschen Vorentscheid zum Eurovision Song Contest 2013, gab er in der ARD die Ergebnisse der Radio- und Internetabstimmung aus Mitteldeutschland bekannt.
Zu seinen Engagements im MDR Fernsehen zählen: Die After-Show-Party der Goldenen Henne 2013, 2014, 2015 und 2016 das Ballgeflüster beim Dresdner Semperopernball 2014 und 2015 und Einsätze als Ringsprecher bei Boxevents von Sport im Osten. Außerdem  präsentiert er im Rahmen der Umschau den Quicktipp und tritt als Außenreporter bei Außenseiter-Spitzenreiter auf. Im August 2015 folgte die erste eigene Vorabendserie im MDR Fernsehen: Urlaubsspaß mit Sarah und Lars.
In der KiKA-Serie Schloss Einstein spielte er sich in Folge 755 in einer Gastrolle selbst.

## Privates
Lars-Christian Karde lebt in Halle (Saale).